# Filariidae
Filariidae – rodzina nicieni.
Do tej rodziny zaliczane są następujące rodzaje nicieni:
- Brugia;
- Filaria;
- Loa;
- Onchocerca;
- Wuchereria.